# Silene echinospermoides
Silene echinospermoides är en nejlikväxtart som beskrevs av Hub.-mor. Silene echinospermoides ingår i släktet glimmar, och familjen nejlikväxter. Inga underarter finns listade i Catalogue of Life.